# アレクサンダー・ラムジー
アレクサンダー・ラムジー（Alexander Ramsey, 1815年9月8日 - 1903年4月22日）は、アメリカ合衆国の政治家。ホイッグ党および共和党に所属し、ペンシルベニア州選出連邦下院議員、ミネソタ州選出連邦上院議員、および第34代アメリカ合衆国陸軍長官を務めた。

## 生い立ちと初期の経歴
1835年8月29日、ラムジーはペンシルベニア州ハリスバーグ近郊の町ハンメルスタウンにおいて誕生した。ラムジーは地元の公立学校で教育を受けた。ラムジーは1826年に父親と死別し、その後はハリスバーグ市内の伯父の下で生活した。ラムジーは大おじの経営する金物商店で見習いとして働き、商売術を学んだ。法的立場上は事務員という扱いであった。
ラムジーはラファイエット大学でわずかな期間を過ごした後、1839年にディッキンソン大学に入学した。ラムジーは法学部で法律を学び、1840年に法学の学士号を取得した。ラムジーは1839年にペンシルベニア州で弁護士としての認可を受け、ハリスバーグ市内で弁護士業を開業した。
ラムジーは幼少の頃から政治への関心を抱いていた。ラムジーは母親の親類らの熱心な活動に影響を受け、ホイッグ党に参加した。ラムジーは入党から間もない1840年の大統領選挙において、ペンシルベニア州の選挙人団の書記官を任された。続いて1841年、ラムジーはペンシルベニア州議会の事務官に就任した。

## アメリカ合衆国下院議員

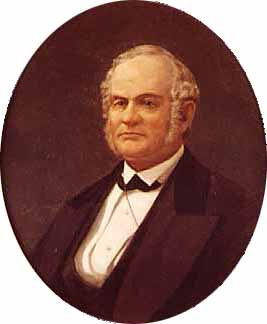
連邦議会時代のラムジー

1842年末、ラムジーはホイッグ党の公認候補として連邦下院議員に立候補した。ラムジーは第14選挙区で勝利を収め、連邦下院議員に選出された。ラムジーは連邦下院議員を1843年3月4日から1847年3月3日まで2期4年務め、第28議会と第29議会に出席した。1846年の選挙は立候補を辞退した。
1848年、ラムジーはペンシルベニア州におけるホイッグ党中央委員会で委員長を務めた。ラムジーは政治経歴10年を超えるペンシルベニア州の人物として、政治的影響力を高めた。ラムジーは4年の連邦下院議員生活の間に、ワシントンD.C.の人物関係を学習した。ラムジーはホイッグ党の主要メンバーと数多く知り合い、政治的コネクションを獲得した。ワシントンD.C.におけるラムジーの経験は、その後の行政職における意思決定に有用なものとなった。

## ミネソタ準州知事
ラムジーはペンシルベニア州で成功を収め、1848年の大統領選挙でザカリー・テイラーの選出に貢献した。ラムジーはその論功行賞として、フィラデルフィアの港で徴税官となることを希望した。だがラムジーの意に反して1849年4月2日、テイラー大統領はラムジーをミネソタ準州の知事に指名した。ミネソタ準州は前月3月3日に成立したばかりの新しい準州であり、ラムジーはその初代知事となった。ラムジーは1849年6月1日に準州知事に着任した。ラムジーは準州知事を4年間務めた。1853年、民主党のフランクリン・ピアーズが新大統領となると、ラムジーは5月15日に更迭された。ラムジーはその後、ミネソタ州民として生涯を費やした。
準州知事としてラムジーは、準州議会を開催するため総選挙の実施を命じた。またラムジーはインディアンと土地の問題について交渉を行い、スー族と土地条約を締結した。この際、ラムジーは交渉において不正行為をはたらいたとして告発を受けた。この疑惑は後に連邦上院によって調査され、ラムジーは潔白であるとの結論が出された。
ラムジーは準州知事を退任後もミネソタに残り、セントポール市内に居住した。ラムジーは弁護士業を再開した。ラムジーはまた、ボールドウィン・スクールの校長を2年間務めた。この頃ラムジーは、ホイッグ党から共和党に移った。

## ミネソタ州知事

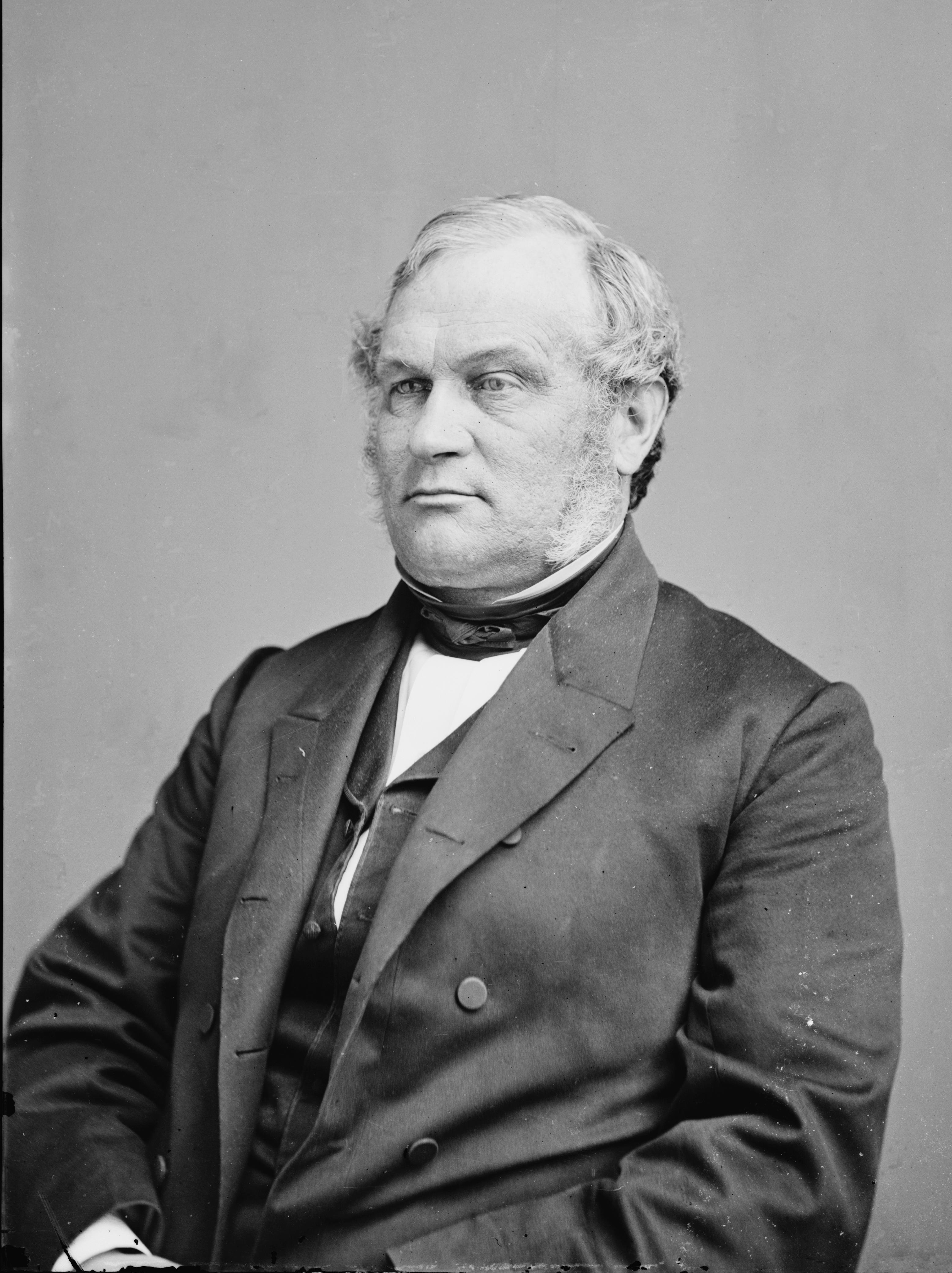
1860年頃のラムジー

ラムジーは1855年から1856年にかけて第2代セントポール市長を務めた。1857年にミネソタの州昇格が決定すると、ラムジーは初代ミネソタ州知事に立候補したが、僅差で敗北した。
1859年、ラムジーは再び州知事を目指し、第2代ミネソタ州知事として当選した。ラムジーは1861年の選挙でも勝利を収めた。ラムジーは1860年1月2日から1863年7月10日までミネソタ州知事を務めた。
ラムジーは州知事として、先住民族を冷酷に扱った。1862年、スー族が州中南部ミーカー郡の集落を襲撃すると、ラムジーは蜂起したスー族の処刑を命じた。ラムジーはスー族の囚人38人の処刑を監督し、さらにスー族の排除を試みた。これに対しリンカーン大統領は、過剰な処刑を抑止するため介入を図った。
ラムジー政権の特徴は、健全な経済政策であった。ラムジーは南北戦争とダコタ暴動という2つの難題に直面した。南北戦争が勃発したとき、ラムジーはワシントンD.C.に出張していた。ラムジーは北軍のために、志願兵部隊の提供を最初に申し入れた。

## アメリカ合衆国上院議員
1862年、ラムジーはミネソタ州から連邦上院議員に選任された。ラムジーは1868年の改選時にも再任を受け、最終的に1863年3月4日から1875年3月3日まで連邦上院議員を2期12年務めた。ラムジーは第39議会から第43議会まで郵政委員会委員長を務め、第39議会では上院革命請求委員会委員長も務めた。

## アメリカ合衆国陸軍長官
ラムジーは1879年12月10日から1881年3月5日まで、ラザフォード・ヘイズ大統領の下で陸軍長官を務めた。ラムジーは陸軍次官補のポストを新たに創設することを考え、連邦議会に対してポスト導入の認可を要望した。

## 晩年

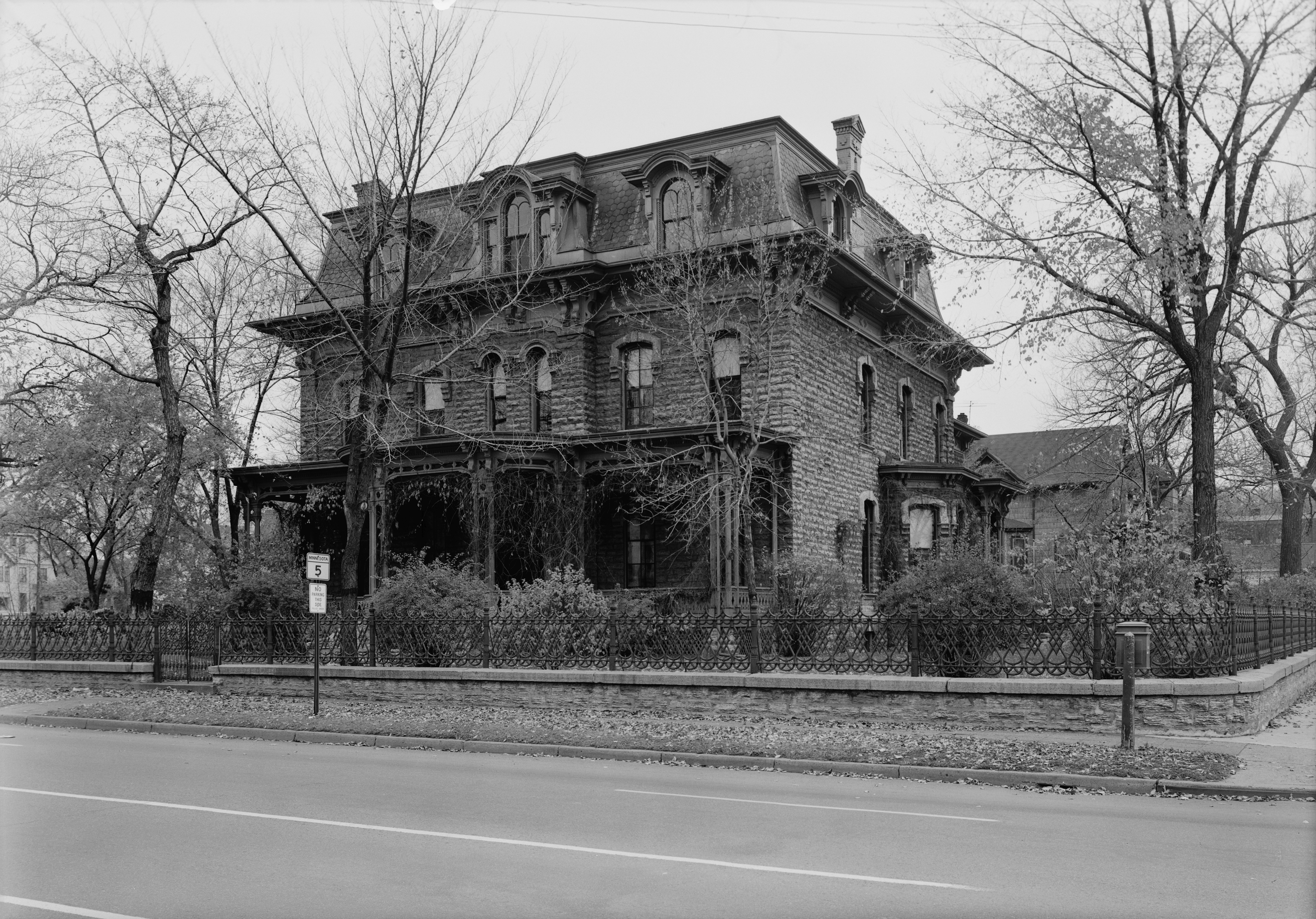
ミネソタ州セントポール市内にあるラムジーの自邸（1872年建設）

ラムジーは1881年から1886年までユタ委員会の委員長を務めた。ラムジーはユタ準州におけるモルモン教と一夫多妻制の問題について取り扱った。
ユタ委員会を退いた後は、セントポール市内で隠居生活を送った。ラムジーは1849年から1863年まで、および1891年から1903年までミネソタ州歴史協会の会長を務めた。ラムジーは1887年にアメリカ合衆国憲法採択100年祭の委員を務めた。ラムジーは1889年にセントポール・ジャーマニア銀行の頭取を務めた。ラムジーは1903年4月22日にセントポールで死去した。ラムジーの遺体はセントポール市内のオークランド墓地に埋葬された。

## 栄誉
以下の地名が、ラムジーにちなんで名づけられた。
- ミネソタ州ラムジー郡[4]
- ノースダコタ州ラムジー郡[4]
- ミネソタ州ラムジー[4]
- イリノイ州ラムジー[7]

## 家族
ラムジーの父親はスコットランド系アイルランド人の血を引く鍛冶師トマス・ラムジー (Thomas Ramsey)、母親はドイツ系スイス人の血を引くエリザベス・ケルカー (Elizabeth Kelker) であった。
1845年9月10日、ラムジーはアンナ・アール・ジェンクス (Anna Earl Jenks) と結婚した。ラムジーはアンナとの間に、2男1女をもうけた。うち2人の息子は、幼少期に死亡した。
1. アレクサンダー・ジェンクス・ラムジー (Alexander Jenks Ramsey, 1846-1850)[8]
2. ウィリアム・ヘンリー・ラムジー (William Henry Ramsey, 1850-1851)[8]
3. マイロン・ラムジー (Marion Ramsey, 1853-1935)[8]